# Крайо Атанасов
Крайо Атанасов е български революционер, деец на Вътрешната македонска революционна организация.

## Биография
Крайо Атанасов е роден в дедеагачкото село Дервент. В 1901 година става член на първия революционен комитет в Дервент, основан от Георги Маринов.